# Elektrofiele substitutie
Elektrofiele substitutie reacties zijn chemische reacties waarbij een elektrofiel deeltje een andere groep vervangt, in veel gevallen maar niet altijd is die andere groep een waterstofatoom.
Twee soorten elektrofiele substitutie reacties kunnen worden onderscheiden, elektrofiele aromatische substitutiereacties en elektrofiele alifatische substitutiereacties.

## Elektrofiele aromatische substitutiereactie
Een karakteristiek voorbeeld is de reactie van een aromatische verbinding met een elektrofiel reagens E-A, waarbij een C-H σ-binding door een C-E σ-binding wordt vervangen. De nitrering, bromering, chlorering, sulfonering en eveneens de Friedel-Craftsalkylering en Friedel-Craftsacylering van benzeen zijn elektrofiele aromatische substitutiereacties. In de eerste stap van deze reacties wordt een positief deeltje aan benzeen gebonden, zodat het instabiele areniumion als intermediair ontstaat. Na afsplitsing van een H+ ion is de substitutie voltooid.

## Elektrofiele alifatische substitutiereactie
Bij veel substitutiereacties aan alkylgroepen valt een elektrofiel deeltje aan op een intermediair carbanion. De base-gekatalyseerde halogenering van een carbonylverbinding als aceton is daar een voorbeeld van.
De reactie van een Grignard-reagens RMgCl met koolstofdioxide tot het overeenkomstig carbonzuur (RCOOH) is een andere voorbeeld van een elektrofiele alifatische substitutie.